# Państwowy Uniwersytet w Novim Pazarze
Państwowy Uniwersytet w Novim Pazarze, Państwowy Uniwersytet w Nowym Pazarze, Państwowy Uniwersytet Nowopazarski (serb. Државни универзитет у Новом Пазару, Državni Univerzitet u Novom Pazaru) – uczelnia publiczna w mieście Novi Pazar w Serbii, założona w 2006 roku.
Główny budynek zlokalizowany jest przy ulicy Vuka Karadzicia. Pracownia malarska uniwersytetu znajduje się w oddzielnym budynku. Uczelnia prowadzi również działalność w miejscowym Szpitalu Chorób Nerwowo-Mięśniowych oraz w Centrum Sportowym w Novim Pazarze (basen, hala sportowa i boiska).

## Organizacja i wydziały
Państwowy Uniwersytet w Novim Pazarze jest kierowany przez Radę Uniwersytecką i Senat oraz rektora, reprezentującego uczelnię na zewnątrz.
Uniwersytet składa się z trzech wydziałów:
- Wydział Sztuki
- Wydział Prawa i Ekonomii
- Wydział Nauk Technicznych.

Uczelnia oferuje studia licencjackie, magisterskie i doktoranckie w zakresie prawa, ekonomii, języka serbskiego i literatury, języka angielskiego i literatury, psychologii, matematyki, matematyki i fizyki, informatyki i matematyki, informatyki i fizyki, architektury, inżynierii lądowej, technologii komputerowej, technologii audio i wideo, chemii, produkcji rolnej, technologii spożywczych, biologii, wychowania fizycznego i sportu, rehabilitacji, oraz sztuk pięknych.